# Modra špilja (Capri)
Plava špilja (tal. Grotta Azzurra) je morska špilja na obali otoka Capri, južna Italija. Sunčeva svjetlost koja prolazi kroz podvodnu šupljinu i sjaji kroz morsku vodu stvara plavi odsjaj koji osvjetljava špilju. Špilja se proteže 50-ak metara u liticu na površini, a duboka je oko 150 metara, s pješčanim dnom.

## Pristup
Špilja je duga 60 metara, a široka 25 metara. Ulaz je širok dva metra i visok otprilike jedan metar za vrijeme oseke, pa je siguran pristup moguć samo kada je plima niska i more mirno. Da bi ušli u špilju, posjetitelji moraju ležati na dnu malog čamca za četiri osobe. Veslač tada koristi metalni lanac pričvršćen za zidove špilje kako bi uveo čamac u špilju.
Godine 2011. posjetitelj je slomio vrat dok je ulazio u špilju. Cooperativa Battellieri Grotta Azzurra prvotno je zanijekala odgovornost, ali se nagodila oko odštetnog zahtjeva. Zaključeno je da su brodari nastavili ulaziti u špilju kada su morski uvjeti bili neprikladni. Plivanje u špilji je zabranjeno.

## Boja
Plava špilja je jedna od nekoliko morskih špilja u svijetu koje su preplavljene briljantnom plavom ili smaragdnom svjetlošću. Kvaliteta i priroda boje u svakom od njih određena je njegovom jedinstvenom kombinacijom dubine, širine, bistrine vode i izvora svjetlosti.
U slučaju Plave špilje, svjetlost dolazi iz dva izvora: uskog zasvođenog ulaza i otvora približno deset puta većeg neposredno ispod njega, odvojenog pojasom stijene visokim između jednog i dva metra. Budući da je dalje od površine, mnogo manje svjetla prolazi kroz donji otvor, ali njegova dubina i veličina dopuštaju da bude primarni izvor osvjetljenja vode u špilji.
Kako svjetlost prolazi kroz vodu u špilju, crvene refleksije se filtriraju i samo plava svjetlost ulazi u špilju. Predmeti koji se nalaze u vodi špilje izgledaju srebrno. To je uzrokovano sitnim mjehurićima koji prekrivaju vanjsku stranu predmeta kada se stave pod vodu. Mjehurići uzrokuju da se svjetlost lomi drugačije od okolne vode i daju srebrni efekt.
Djelomično zbog zasljepljujućeg učinka svjetla iz nadvodnog otvora, posjetitelju koji se nalazi u jednom od čamaca na vesla nemoguće je prepoznati oblik veće rupe, obris šipke koja razdvaja dvije rupe, ili priroda izvora svjetlosti, osim opće svjesnosti da svjetlost dolazi odozdo i da je voda u špilji svijetlija od zraka. Posjetitelj koji stavi ruku u vodu može vidjeti kako jezivo "sjaji" na ovom svjetlu.
Otok Capri je dao ime boji Capri zbog sličnosti boje sa jarko plavom bojom vode Plave špilje.

## Povijest
U rimsko doba špilja je korištena kao osobno kupalište cara Tiberija, kao i morski hram. Tiberije se preselio iz rimske prijestolnice na otok Capri 27. godine. Tijekom Tiberijeve vladavine špilja je bila ukrašena s nekoliko kipova, kao i prostorima za odmor oko ruba špilje. Tri kipa rimskih bogova mora Neptuna i Tritona izvađene su s dna špilje 1964. godine i sada su izložene u muzeju u Anacapriju. Sedam baza kipova također je izvađeno s dna špilje 2009. godine. To sugerira da na dnu špilje leže još najmanje četiri kipa. Rimski povjesničar Plinije Stariji je pisao kako u špilji živi Triton koji "svira na školjci". Ruke koje sada nedostaju na pronađenoj statui Tritona – obično prikazane s školjkom, sugeriraju da su kipovi pronađeni 1964. isti oni koje je Plinije Stariji vidio u 1. stoljeću nove ere. Prema rekonstrukciji izgleda Plave špilje u rimsko doba, niz kipova Tritona na čelu s kipom Neptuna možda je stajao u zidovima špilje. Udruga Marevivo želi to ponovno izgraditi postavljanjem kipova u špilju. Ovaj projekt se provodi u suradnji s arheološkim nadzorom Pompeja.
U stražnjem dijelu glavne špilje Plave špilje, tri povezana prolaza vode do Sale dei Nomi, ili "Sobe imena", nazvane po potpisima grafita koje su ostavljali posjetitelji tijekom stoljeća. Još dva prolaza vode dublje u litice na strani otoka. Smatralo se da su ti prolazi drevne stepenice koje su vodile do palače cara Tiberija. Međutim, prolazi su prirodni koji se sužavaju i završavaju dalje.
Tijekom 18. stoljeća špilja je među mještanima bila poznata kao Gradola, po obližnjem pristaništu Gradola. Izbjegavali su ga pomorci i otočani jer se govorilo da u njemu žive vještice i čudovišta. Javnost je zatim "ponovno otkrila" špilju 1826. godine, posjetom njemačkog pisca Augusta Kopischa i njegovog prijatelja Ernsta Friesa, koje je u špilju odveo lokalni ribar Angelo Ferraro.

## Legenda o plavoj pećini
Za špilju se kao iu svakoj srednjovjekovnoj povijesti govorilo da je utočište vragova i čudovišta. Dva svećenika odlučna da ih otjeraju ušla su u špilju plivajući, nakon nekoliko minuta provedenih u njoj pobjegli su u panici kao da su vidjeli lice vraga. Od tog trenutka njih su dvojica počela brbljati. Nazvana Prokleta špilja, čuva brojne legende  Arhivirana inačica izvorne stranice od 7. lipnja 2022. (Wayback Machine).

## Kulturni utjecaj
Godine 1826. njemački pisac August Kopisch i njegov prijatelj Ernst Fries, njemački slikar, posjetili su špilju i zabilježili svoj posjet u Kopischevom Entdeckung der blauen Grotte auf der Insel Capri 1838. godine.
Godine 1842. danski koreograf August Bournonville postavio je drugi čin svog baleta Napoli u Plavu špilju. U ovoj fantastičnoj priči, Golfo, demon koji vlada Plavom špiljom, pretvara heroinu baleta, Teresinu, u Najadu.
Mark Twain posjetio je Blue Grotto 1869. godine i zabilježio svoja razmišljanja u svojoj knjizi The Innocents Abroad.
Uranski pjesnik Edwin Emmanuel Bradford zabilježio je svoj dojam o dječaku koji se kupao u Modroj špilji u pjesmi "U potrazi za ljubavlju", uključenoj u In Quest of Love and Other Poems (1914.), i ponovno u "Kupaču u Modroj špilji na Capri", uključen u The New Chivalry and Other Poems (1918.) i ponovno tiskan u To Boys Unknown (1988.). Obje su pjesme antologizirane u Lad's Love: Anthology of Uranian poetry and prose (2010).
Špilja je istaknuta u knjizi Newbery Honor iz 1953. Red Sails to Capri Ann Weil.
U romanu Il disprezzo (Prezir) Alberta Moravije iz 1954., protagonistu se pojavljuje vizija kada, pod teškim mentalnim stresom, sam posjećuje špilju.

## Vanjske poveznice
- Grotta Azzurra
- Virtualna špilja: morske špilje